# Vadfoss Station
Vadfoss Station (Vadfoss stoppested) var en jernbanestation på Kragerøbanen, der lå i Kragerø kommune i Norge.
Stationen åbnede som holdeplads sammen med banen 2. december 1927. Oprindeligt hed den Vafoss, men den skiftede navn til Vadfoss i februar 1933. Den blev nedgraderet til trinbræt 1. juni 1970. Stationen blev nedlagt sammen med banen 1. januar 1989.
Stationsbygningen blev opført efter tegninger af Gudmund Hoel og Bjarne Friis Baastad ved NSB Arkitektkontor.